# Anna Le Moine
Anna Maria Bergström, coniugata Svärd e, successivamente, Le Moine (Sveg, 30 ottobre 1973), è una giocatrice di curling svedese.

## Biografia
Partecipò all'età di 32 anni ai XX Giochi olimpici invernali edizione disputata a Torino, (Italia) nel febbraio del 2006, riuscendo ad ottenere la medaglia d'oro nella squadra svedese con le connazionali Anette Norberg, Cathrine Lindahl, Eva Lund e Ulrika Bergman. Nella stessa edizione la nazionale svizzera ottenne la medaglia d'argento, la canadese quella di bronzo. Vinse un altro oro nella successiva edizione delle Olimpiadi invernali. Nei Campionati mondiali di curling vinse due ori nel 2005 e nel 2006.

## Palmarès

### Giochi Olimpici
- 2 medaglie:
  - curling femminile a Torino 2006: 
  - curling femminile a Vancouver 2010: